# 多伯廷湖

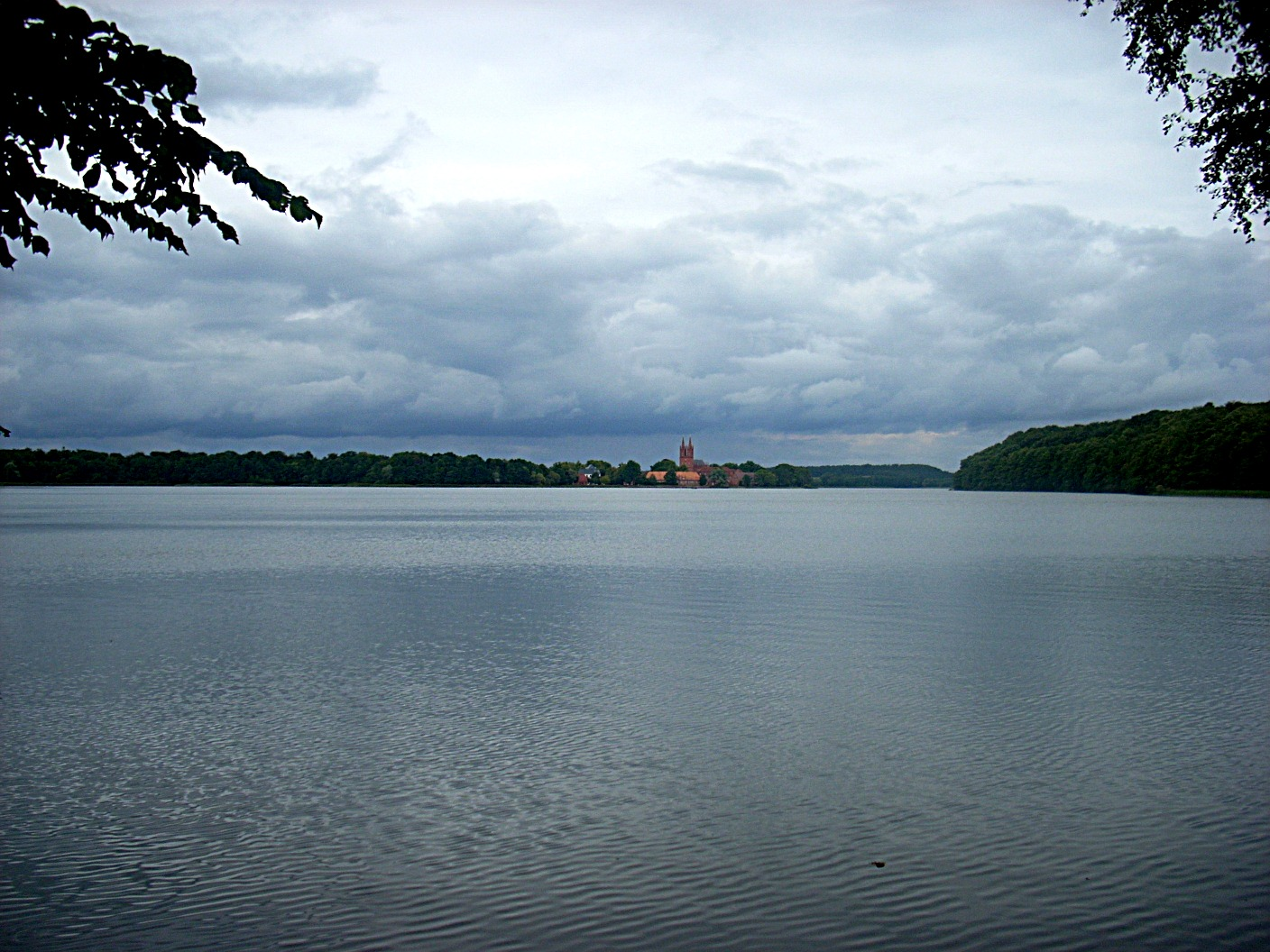

53°36′50″N 12°4′8″E / 53.61389°N 12.06889°E
多伯廷湖（德語：Dobbertiner See），是德國的湖泊，位於該國東北部，由梅克倫堡-前波美拉尼亞州負責管轄，處於路德維希斯盧斯特-帕爾希姆縣，長2.8公里、寬0.9公里，面積3.64平方公里，海拔高度45米，平均水深5米，最大水深12米，水體容量1,740萬立方米。